# Rozacea
Rozacea (lat. acne rosacea) kronična je bolest kože koja se očituje crvenilom središnjih dijelova lica uz papulozne i pustulozne promjene kao i hiperplaziju vezivnog tkiva kože i lojnih žlijezda. Rozaceja se opaža osobito između 40. i 50. godine, nešto češće u žena, ali su teži oblici učestaliji u muškaraca.

## Klinička slika
Bolest započinje pojavom crvenila na nosu i obrazima, crvenilo je u početk prolazno, no s vremenom postaje stalno, a kod nekih se bolesnika u obliku leptira s nosa širi na obraze. Na koži prosijavaju proširene kapilare. Kasnije se pojavljuje otok i zadebljanje vezivnog tkiva i žlijezda lojnica. Mogu se pojaviti i čvorići (papule) crvenkaste boje koji povremeno izbijaju, a katkada se ti čvorići ispune gnojem (pustula). Tim promjenama najjače je zahvaćen nos, koji zbog zadebljanja vezivnog tkiva i lojnica postaje povećan, čvorasto zadebljan, te poprima gomoljast izgled (tzv. rhinophyma). Od rinofime oboljevaju gotovo isključivo muškarci.

## Etiologija
Uzrok rozaceje nije posve istražen. No zna se da određenu ulogu ima konstitucionalna slabost stijenke malih krvnih žila, zbog čega neki utjecaji (npr. jaki začini, alkoholna pića, prekomjerno konzumiranje kave i čaja, poremećaj inervacije žila) dovode do povećane prokrvljenosti središnjih dijelova lica. Probavne smetnje, izloženost suncu i toplini, pogoršavaju bolest. Neki znanstvenici smatraju da jedna vrsta grinje ima utjecaj na pojavu rozaceje.

## Dijagnoza
Dijagnoza se postavlja na temelju kliničke slike. 

## Liječenje
Liječi se oralnom i lokalnom primjenom antimikrobnih lijekova, te ako je potrebno krio, laserskom i kirurškom terapijom, te elektrokoagulacijom. Treba izbjegavati sve čimbenike koji dovode do povećane prokrvljenosti u području lica (izloženost sunčevu svjetlu i toplini, alkoholna pića, jaki začini). Također, prilikom njege lica treba izbjegavati sva nadražujuća sredstva (sredstva koja sadrže alkohol, ili pranje sapunom).

## Vanjske poveznice
|  | Zajednički poslužitelj ima stranicu o temi Rozacea |

|  | Molimo pročitajte upozorenje o korištenju medicinskih informacija. Ne provodite liječenje bez savjetovanja s liječnikom! |